# Signal Mountain (Wyoming)

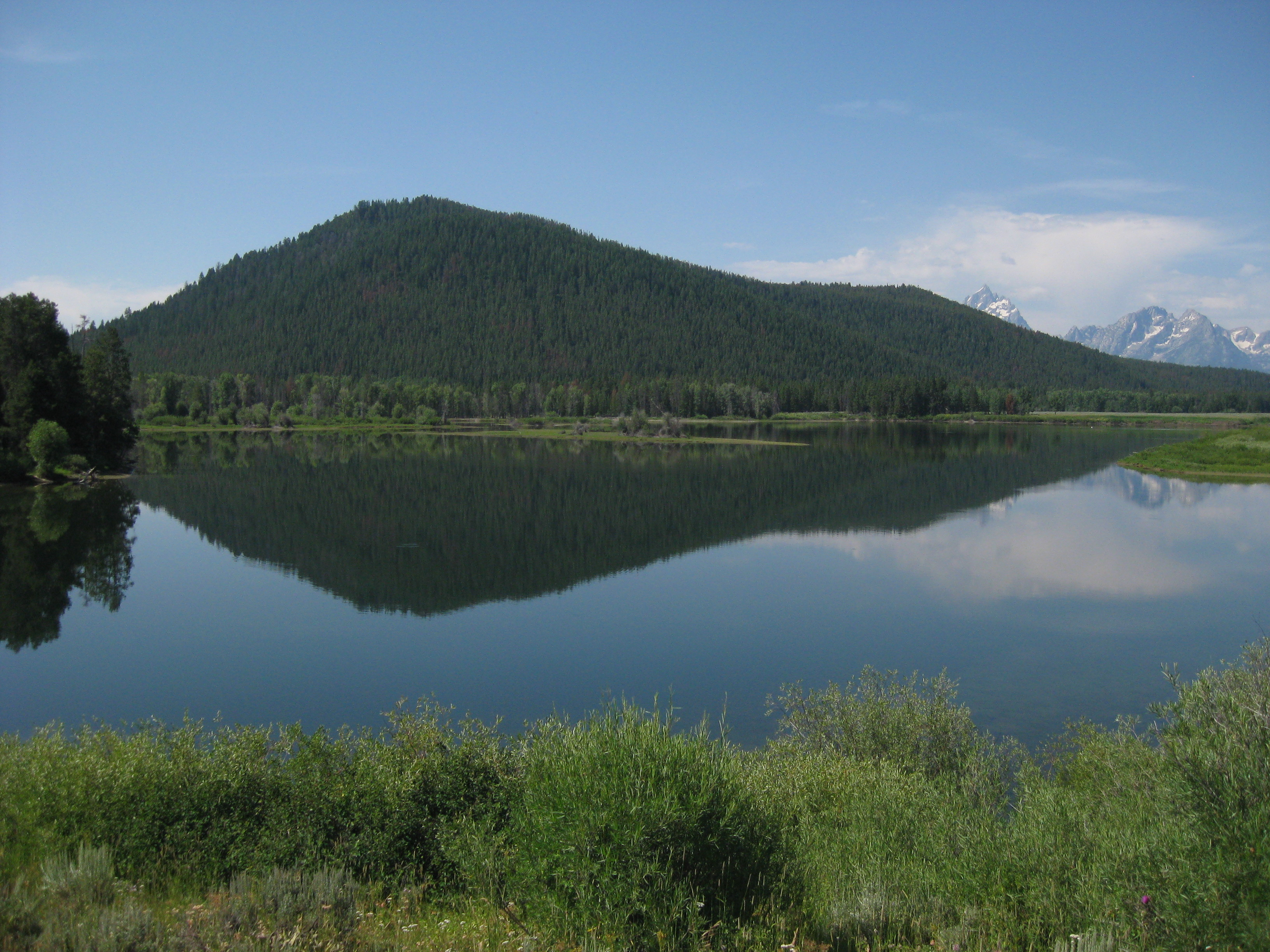
Signal Mountain met Snake River op de voorgrond

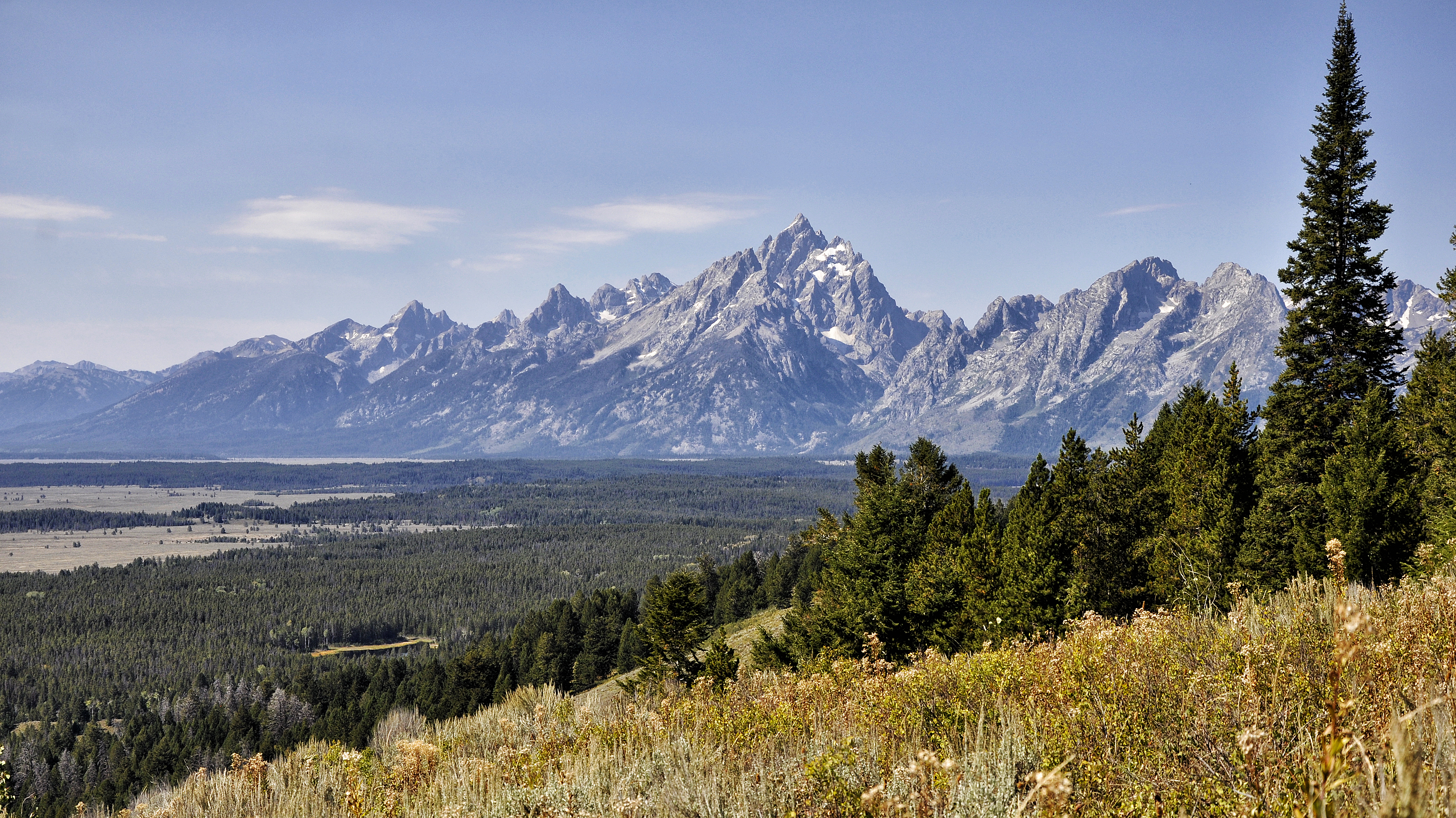
Zicht in zuidwestelijke richting op het Tetongebergte vanaf het observatieplatform op Signal Mountain

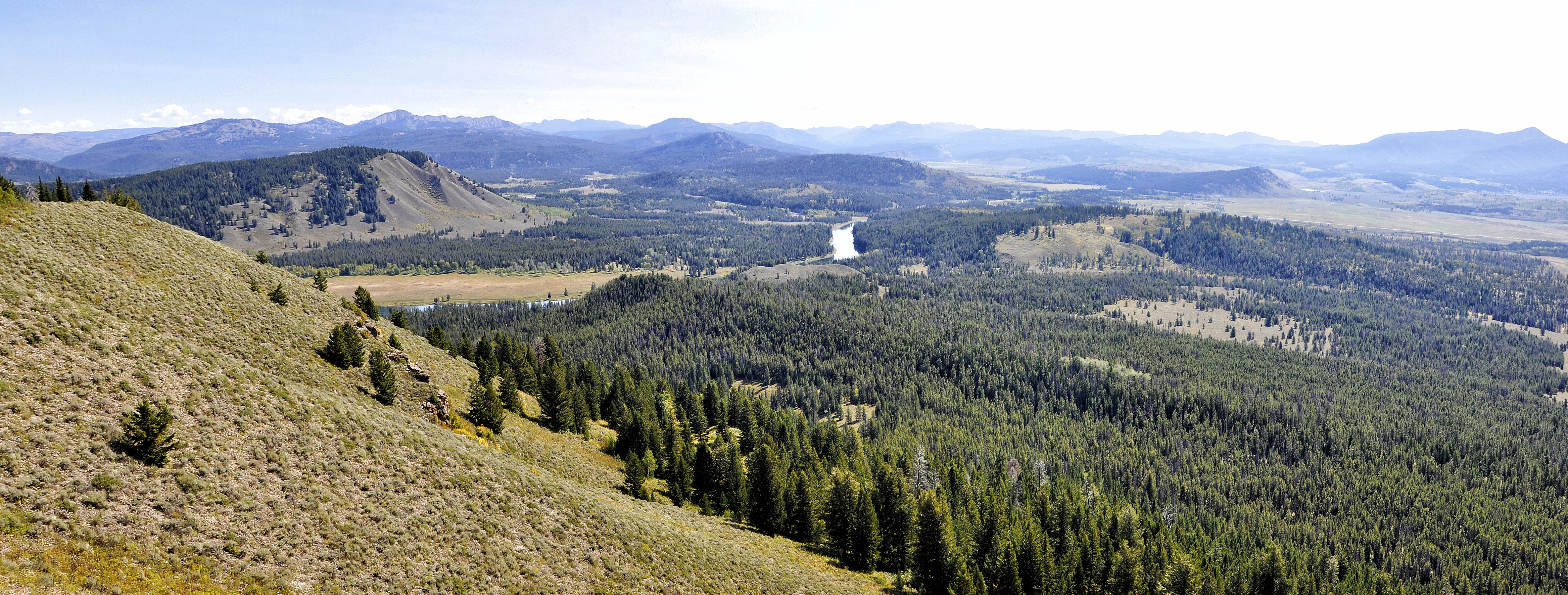
Zicht op de vallei ten oosten van Signal Mountain en Snake River

Signal Mountain is een 2350 m hoge berg in het Grand Teton National Park in de Amerikaanse staat Wyoming. De dichtst bijgelegen bergtop is 16 km verwijderd waardoor men een vrij uitzicht heeft over het Tetongebergte, het gebied ten noorden rond Jackson Hole, de vallei aan de oostelijke kant en de Snake River die net Jackson Lake heeft verlaten.

## Geologie
Signal Mountain ontstond niet in dezelfde periode of op dezelfde manier als de Tetons. Voor een deel bestaat hij uit as die door een van de vulkaanuitbarstingen van de Yellowstone hotspot werd uitgeworpen. Een ander gedeelte bestaat uit morene achtergelaten door de gletsjer die ook Jackson Lake vormde.
Het observatieplatform ligt vlak bij een parkeerplaats die via een 8 km lange weg te bereiken is. Deze weg verlaat de Teton Park Road dicht bij de zuidkant van Jackson Lake.